# Bruce Millan
Bruce Millan (Dundee, 5 ottobre 1927 – Glasgow, 21 febbraio 2013) è stato un politico britannico, esponente del Partito Laburista.
È stato membro del governo e commissario europeo.

## Biografia
Millan venne eletto membro del parlamento britannico alle elezioni generali del 1959 in rappresentanza di un collegio di Glasgow. Venne continuamente rieletto fino alle elezioni generali del 1987 e si dimise dal parlamento nel 1988. Tra il 1962 e il 1963 fu membro dell'assemblea parlamentare del Consiglio d'Europa.
Nel 1964 venne nominato sottosegretario di stato per l'aviazione nell'ambito del primo governo di Harold Wilson. Dal 1966 al 1970 fu sottosegretario per la Scozia. Dal 1974 al 1976 fu Ministro nel secondo governo Wilson e dal 1976 al 1979 segretario di stato per la Scozia nell'ambito del governo guidato da James Callaghan.
Nel 1988 lasciò il parlamento per andare a ricoprire l'incarico di commissario europeo per la politica regionale a partire dal 6 gennaio 1989. Fece parte della Commissione Delors II e mantenne lo stesso incarico all'interno della Commissione Delors III, fino al 1995.
Dal 1999 al 2001 Millan presiedette una commissione per la riforma dei servizi di salute mentale della Scozia.
È scomparso nel 2013 all'età di 85 anni a seguito di una polmonite.